# Doina Ignat
Doina Ignat, född 20 december 1968 i Rădăuţi-Prut, Rumänien, är en rumänsk roddare.
Hon tog OS-brons i åtta med styrman i samband med de olympiska roddtävlingarna 2008 i Peking.